# Morten Ankerdal
Morten Ankerdal (født 30. september 1973 i Brøndby) er en dansk journalist og studievært.
Ankerdal læste en overgang jura, men afsluttede ikke studiet. Han er som journalist autodidakt. Siden 1998 har han været ansat på TV 2 Sporten, hvor han startede som medarbejder på teksttv-redaktionen, siden har han bl.a. været vært på magasinprogrammet Lige på og Sport. Han var vært på GO' vinter Danmark i forbindelse med Vinter-OL 2010. Fra 1. august 2011 ny vært på Aftenshowet på DR1. Pr. 1. januar 2012 blev Morten Ankerdal genansat på TV2/Sporten. Her har han været fast vært på kanalens store sports transmissioner. OL, VM og EM i fodbold og en række håndboldslutrunder. Han bliver derudover også benyttet til kongelige begivenheder, årskavalkader, knæk cancer og som afløser på både Go Morgen og Go Aften Danmark.
Han blev af Billed-Bladets læsere kåret til 'Årets Stjerneskud' i 2008 og Årets Sportsvært i 2014, 2015, 2016 og 2017.
Morten Ankerdal er søn af Steen Ankerdal.